# Petit foramen palatin
Les petits foramens palatins (ou trous palatins accessoires) sont les ouvertures inférieures des canaux petits palatins.
Ils sont situés derrière le foramen grand palatin sur le processus pyramidal de l'os palatin.
A proximité une crête transversale permet l'insertion du muscle tenseur du voile du palais.